# Варенна
Варенна (італ. Varenna) — муніципалітет в Італії, у регіоні Ломбардія, провінція Лекко.
Варенна розташована на відстані близько 530 км на північний захід від Рима, 65 км на північ від Мілана, 21 км на північний захід від Лекко.
Узбережжя між Манделло-дель-Ларіо та Варенною відоме як «Золоте узбережжя», яке вважається абсолютно найкращим, з найкращими погодними умовами та панорамним видом на озеро Комо. Завдяки його важливості війни за завоювання цього берега озера були численними і, якщо вони тривали десятиліттями, навіть між арміями Мілана та Серенісіми[джерело?].
Населення — 784 особи (2014).

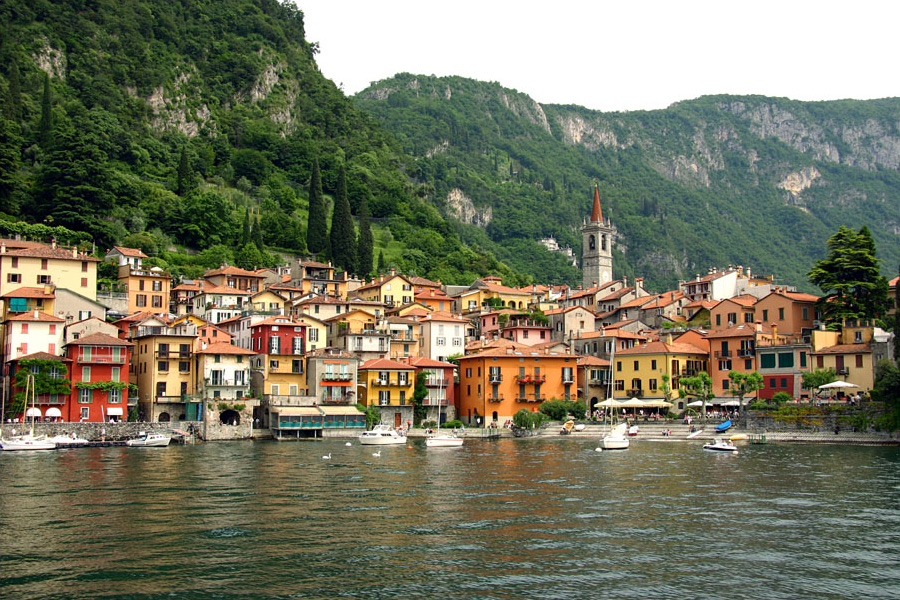

Щорічний фестиваль відбувається 24 квітня. Покровитель — святий Юрій.

## Демографія
Населення за роками:

Станом на 1 січня 2023 року в муніципалітеті офіційно проживало 56 іноземців з 20 країн, серед них 24 громадяни країн Євросоюзу та 2 громадяни України.

## Персоналії
Тут 1848 року народився відомий італійський інженер, підприємець і політик, засновник всесвітньовідомого концерну Pirelli, Джованні Батіста Піреллі.

## Сусідні муніципалітети
- Белладжо
- Езіно-Ларіо
- Гріанте
- Льєрна
- Менаджо
- Олівето-Ларіо
- Перледо